# Gladys Swain
Pour les articles homonymes, voir Swain.
Gladys Swain (Ablon, 24 mai 1945 - Paris 15e, 22 septembre 1993) est une psychiatre française. Ses œuvres les plus célèbres sont ses livres sur l'histoire de la psychiatrie ainsi que ceux apportant un regard critique sur les théories de Michel Foucault sur la vision occidentale de la folie.
Ses désaccords avec Foucault se situent à deux niveaux. Sur un plan factuel, elle apporte un nouvel éclairage sur la naissance de la psychiatrie en France en insistant sur le travail pionnier de Philippe Pinel et de son école, travail que Foucault n'avait pas ignoré mais interprété différemment. 
Sur un plan philosophique, elle refuse l'idée foucaldienne selon laquelle l'internement des malades mentaux dans des asiles après 1800 serait dû à une montée croissante de l'intolérance envers ceux qui sont perçus comme étranges ou différents.
Alors qu'elle est d'accord avec la théorie de Foucault selon laquelle les malades mentaux durant le Moyen Âge étaient libres de circuler, elle attribue la création du premier asile à la découverte que les «fous» avaient aussi un esprit et n'étaient pas contrôlés par des forces externes. Selon elle, il y eut alors une prise de conscience du fait que ces «fous» étaient également des êtres humains et donc que les autres êtres humains n'étaient peut être pas si radicalement étrangers à leur « folie ». Les problèmes mentaux pouvaient donc recevoir un traitement (ce que l'école de Pinel a appelé le « traitement moral »). Elle est aussi d'accord sur le fait que les premiers efforts furent maladroits et rudes, mais rejette la notion selon laquelle l'institution asilaire aurait été seulement et absolument répressive.
Elle fut la compagne de Marcel Gauchet, avec lequel elle a publié plusieurs ouvrages.

## Œuvres
- Le sujet de la folie. Naissance de la psychiatrie, Toulouse, Privat, 1977. Rééd. précédé de "De Pinel à Freud" par Marcel Gauchet, Paris Calmann-Lévy, 1997.
- La pratique de l’esprit humain. L'institution asilaire et la révolution démocratique (en collaboration avec Marcel Gauchet), Paris, Gallimard, 1980. Rééd. Gallimard, collection "tel", préface de Marcel Gauchet, "La folie à l'âge démocratique", 2007.
- Des Passions considérées comme Causes, Symptômes et Moyens curatifs de l'Aliénation mentale, par E. Esquirol, précédé de Du traitement de la manie aux passions : la folie et l'union de l'âme et du corps par Marcel Gauchet et Gladys Swain et suivi de Documents pour servir à l'histoire de la naissance de l'asile 1797-1811, à Paris, Librairie de Deux-Mondes, 1980.
- Dialogue avec l'insensé. Essais d'histoire de la psychiatrie précédé de À la recherche d'une autre histoire de la folie par Marcel Gauchet,    Paris, Gallimard 1994.
- Le vrai Charcot (en collaboration avec Marcel Gauchet), Paris, Calmann-Lévy, 1997.